# تلمبة شهيد ياوري (نغار بردسير)
تلمبة شهيد ياوري (بالإنجليزية: Tolombeh-ye Shahid Yavari)‏ هي مستوطنة تقع في إيران في كرمان.